# 크리스티 만징가
크리스티 만징가(프랑스어: Christy Manzinga, 1995년 1월 31일 ~ )는 프랑스 출생 콩고 민주 공화국의 축구 선수로 현재 이스라엘 리가 레우밋의 브네이 예후다 텔아비브에서 공격수로 활동 중이며 K리그 시절 등록명은 크리스였다.

## 클럽 경력

### K리그이전
1995년 1월 31일 프랑스의 수도 파리 인근의 생제르맹앙레에서 태어나 파리 생제르맹 유스팀에서 활동한 뒤 FC 로리앙, 앙제 SCO 리저브팀을 거쳤고 이후 2017-18 시즌부터 2시즌동안 벨기에 3부 리그인 내셔널 디비전 1의 로얄 샤틀레에서 리그 45경기 10골을 기록하는 등 서서히 선수 경력을 쌓아가기 시작했다.
그리고 2019-20 시즌에는 스코티시 프리미어십의 머더웰 FC 소속으로 뛰었음에도 불구하고 공식전 7경기 1골에 그치는 부진한 모습을 보였지만 2019-20 시즌 종료 후 북아일랜드 NIFL 프리미어십의 강호 린필드 FC로 이적한 이후 2시즌동안 공식전 56경기 23골을 터뜨리며 팀의 리그 4연패, 2020-21 시즌 아이리시컵 우승의 주역으로 활약했다.
이후 린필드에서의 활약을 바탕으로 헝가리 넴제티 버이녹샤그 I의 절러에게르세기 TE로 이적했지만 2022-23 시즌 공식전 17경기 3골에 그치는 부진한 성적을 기록하며 린필드 시절과는 전혀 상반되는 모습을 보였다.

### 성남 FC
2023 시즌을 앞두고 대한민국 K리그2로 강등된 성남 FC에 전격적으로 합류한 뒤 2023 시즌에는 공식전 20경기 6골이라는 준수한 성적을 거두었다.

## 수상

### 클럽
린필드 FC
- NIFL 프리미어십 : 우승 (2020-21, 2021-22)
- 아이리시컵 : 우승 (2020-21)